# Birger Gezelius
Lars Evald Birger Gezelius (i riksdagen kallad Gezelius i Falun), född 22 maj 1894 i Falun (Kristine), död 6 september 1961 i Stora Kopparberg, var en svensk advokat och riksdagspolitiker (Högerpartiet).
Gezelius var från 1937 ledamot av riksdagens andra kammare, invald i Kopparbergs läns valkrets. Han var ledamot av första lagutskottet. I riksdagen skrev han 43 egna motioner, särskilt om rättsväsendet och om näringslivsfrågor t ex brottslings förverkande av egendom och beskattningen av inkomst av stormfälld skog.